# NGC 4278
NGC 4278 este o liner situată în constelația Părul Berenicei. A fost descoperită în 13 martie 1785 de către William Herschel. Se află la o distanță de 15,35 megaparseci de Pământ.